# Vikkollen
Vikkollen je zapuščena norveška skakalnica, ki se nahaja v kraju Mjøndalen v občini Nedre Eiker v administrativni regiji Buskerud. Leta 1915 je bil z 54 metri postavljen edini svetovni rekord na tej napravi.  

## Zgodovina
Skakalnica je bila zgrajena že leta 1912, uradno pa so jo odprli šele marca 1914. Naprava je bila v letih 1933 in 1950 dvakrat prenovljena, leta 1966 pa se je sesula vase. Leta 1941 bi morali gostiti Svetovno prvenstvo v nordijskem smučanju a je zaradi 2. svetovne vojne odpadlo.
Zadnja tekma na Vikkollen-u je potekala leta 1963, tri leta kasneje, pa se je skakalnica sama od sebe zrušila na tla.

## Svetovni rekordi
- 1915  Reidar Amble Ommundsen 54 m